# Пожнянська сільська рада
По́жнянська сільська́ ра́да — колишній орган місцевого самоврядування в Великописарівському районі Сумської області. Адміністративний центр — село Пожня.

## Загальні відомості
- Населення ради: 799 осіб (станом на 2001 рік)

## Географія
Пожнянська сільська рада знаходиться у північній частині району і межує з Краснопільським районом.

## Населені пункти
Сільській раді підпорядковані населені пункти:
- с. Пожня

## Склад ради
Рада складається з 12 депутатів та голови.
- Голова ради: Масалітіна Валентина Василівна
- Секретар ради: Плотнікова Світлана Павлівна

### Керівний склад попередніх скликань
| Прізвище, ім'я, по батькові    | Основні відомості                                                                       | Дата обрання | Дата звільнення |
| ------------------------------ | --------------------------------------------------------------------------------------- | ------------ | --------------- |
| Макоєдов Федір Григорович      | Сільський голова, 1951 року народження, безпартійний                                    | 26.03.2006   | 31.10.2010      |
| Масалітіна Валентина Василівна | Сільський голова, 1966 року народження, освіта середня спеціальна, член Партії регіонів | 31.10.2010   |                 |

Примітка: таблиця складена за даними сайту Верховної Ради України